# Milda (település)
Milda település Németországban, azon belül Türingiában. Lakosainak száma 721 fő (2023. december 31.).

## Népesség
A település népességének változása:
| Lakosok száma | 770  | 728  | 739  | 722  | 725  | 721  |
|               | 2014 | 2017 | 2019 | 2021 | 2022 | 2023 |